# Blumentag

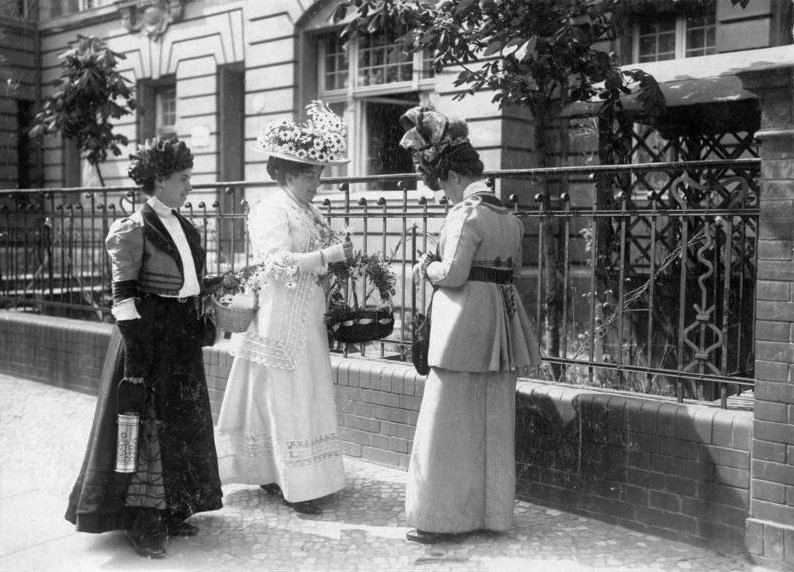
Sammlung des Vaterländischen Frauenvereins am Margeritentag im Mai 1911 in Berlin-Friedenau

Luftaufnahme über Göttingen vom Ballon „Hannover“ am Göttinger Blumentag, 9. Juli 1911;
Verlag der Vereinigung Göttinger Papierhändler

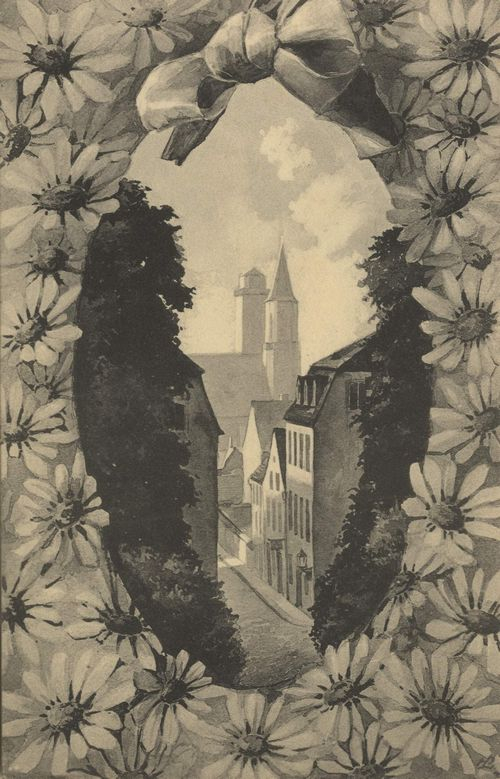
Ansichtskarte zum Margeritentag in Zittau

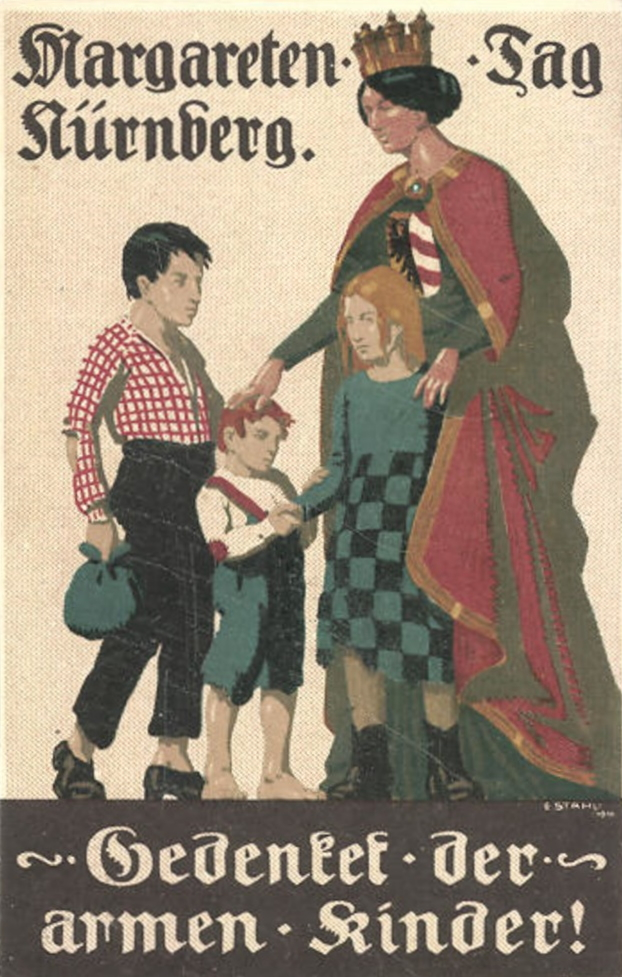
„Margareten-Tag Nürnberg, Gedenket der armen Kinder!“, Ansichtskarte, 1910

Blumentage fanden in verschiedenen deutschen Städten in den Jahren ab 1910 bis zum Beginn des Ersten Weltkriegs statt. Am jeweiligen Tag wurde eine bestimmte Blume als Leitmotiv erwählt und für wohltätige Zwecke Kunstblumen gegen Geldspenden verteilt. Die Straßen wurden mit den entsprechenden Blumen dekoriert und es wurden Speisen und Getränke verkauft.
Die verbreitetste Form des Blumentags war der Margeritentag (manchernorts auch Margaretentag oder Margarittentag). Weitere Blumentage, die zu wohltätigen Zwecken veranstaltet wurden, waren der Kornblumentag, der Heckenrosentag und der Anemonentag.

## Margeritentag
Die Margeritentage wurden von Vereinigungen organisiert, die es sich zum Ziel gesetzt hatten, die Kinderkrankenpflege in den örtlichen Krankenhäusern zu verbessern. Die Margerite wurde dabei gewählt, weil sie symbolisch als „weiße Blume der Barmherzigkeit“ galt. Die Aktion stand unter der Schirmherrschaft von Kaiserin Auguste Viktoria. Junge Mädchen aus dem Bürgertum putzten sich mit weißen, mit Margeriten (oder den jeweils anderen Blumen) geschmückten Kleidern heraus und verteilten Kunstblumen gegen eine Spende.
Heute noch erhaltene Postkarten mit Margeritenmotiven, die ebenfalls zugunsten der Krankenpflege an diesen Tagen verkauft wurden, zeugen von den aufwendig gestalteten Blumentagen in verschiedenen Städten.
In Frankfurt am Main ergab der erste Margeritentag am 19. November 1910 über 100.000 Mark (kaufkraftbereinigt in heutiger Währung: rund 707.000 Euro) Reinertrag für die Säuglingspflege.
In Guben fand am 25. Mai 1911 ein Margeritentag mit Gesangsdarbietungen, Promenadenkonzerten, sportlichen Wettkämpfen sowie einem Umzug statt. Für bedürftige Kinder wurden fast 10.000 Mark erlöst.
In Göttingen fand am 9. Juni 1911 ein Margeritentag statt. Dazu ließen die ansässigen Geschäftsleute in der Weenderstraße und am Markt Masten aufstellen, die mit Girlanden, Fahnen und Margeriten geschmückt waren. Junge Damen boten Margeriten zum Kauf an. Auch Soldaten durften an diesem Tag eine Margerite an ihre Uniform stecken. Der Erlös aus einem Karussellbetrieb (von der Studentenverbindung Lunaburgia aufgestellt) und dem Verkauf von Speisen und Getränken diente ebenfalls dem guten Zweck. Durch die geschmückten Straßen zog ein Festumzug mit 40 Wagen und der Ballon „Hannover“ fuhr über die Göttinger Innenstadt. Die vom Ballon aus fotografierte Luftaufnahme wurde später als Ansichtskarte verkauft.
Weitere Margeritentage fanden im selben Jahr in München, Regensburg (dort als Kindermargeritentag unter der Schirmherrschaft von Margarethe von Thurn und Taxis), Bayreuth und Löbau (dort als Margaretentag), Chemnitz, Bad Neustadt an der Saale, Berchtesgaden, Zittau, Plauen, Zwickau, Leipzig, Marburg, Trier und Berlin sowie als Margarittentag in Bautzen statt.
Im Jahr 1912 fand auch ein Margeritentag in Daressalam im damaligen Deutsch-Ostafrika statt.

## Kornblumentag
Der Kornblumentag nutzte die im 19. Jahrhundert entstandene Bedeutung der Kornblume als „preußische Blume“ und Symbol des Deutschtums; Veranstalter waren oft Kriegervereine, und gesammelt wurde „zum Besten kranker und bedürftiger Veteranen“ der Einigungskriege.

## Kritik an den Blumentagen
Über die Blumentage entbrannte eine heftige Diskussion, an der sich viele gesellschaftliche Gruppierungen und Organisationen (Wohltätigkeitsvereine, Anhängerinnen der bürgerlichen Frauenbewegung und der Sozialreform, Mitglieder der Arbeiterbewegung und der Gewerkschaften) beteiligten. Es wurde beklagt, dass die Sammlung auf den Straßen eine sittliche Gefährdung für die jungen Mädchen darstelle. Das in den Presseberichten kolportierte Genrebild Berliner W.-Backfisch steckt jungem Arbeiter die Blume ins Knopfloch wurde von Helene Lange als sentimental, als Pose des „Hinabsteigens ins Volk“ kritisiert.
Die Gewerkschaften verurteilten die Blumentage, weil durch die billige Massenproduktion der Kunstblumen – die meist von Frauen und Kindern in Heimarbeit angefertigt wurden – die schon niedrigen Löhne weiter gedrückt worden seien.

## Lyrische Verarbeitungen
Auch zeitgenössische Poeten nahmen in Werken zu den Blumentagen Stellung. Im Juni 1911 kritisierte Kurt Tucholsky in seinem Gedicht Blumentag ebendiese als gönnerhafte soziale Anwandlung des konservativen und wohlhabenden Bürgertums, mit der eklatante Versäumnisse der Regierung kaschiert würden. Konkret bezogen sich die im Vorwärts veröffentlichten Verse auf einen Kornblumentag:
Der dicke Bürger greift in seine Weste:

„Da nimm! mein Kind!“ –

Er gibt den Sechser mit gerührter Geste –

die Träne rinnt! –
Denn die Regierung habe für „Veteranenpensionierung“ kein Geld, weil sie in erster Linie damit beschäftigt sei, „die Roten“ zu verfolgen:
[Das] leert vor allem andern ihre Kassen. –

Fürs Kriegerpack

da betteln sie derweil auf allen Gassen –

Kornblumentag …

[…]
Eine wohlmeinende Position bezog der Dichter Klabund. Er lässt im gleichfalls mit Blumentag betitelten Gedicht aus dem Jahre 1913 eine „kleine Gräfin“ sprechen, die an diesem Tag ihre Freiheit genießt und alle Standesunterschiede ignoriert:
Wie befreit ich atme!

Keckheit wurde Pflicht –

Lächelnd zieh ich vom Gesicht

Schleiertuch der Fatme.

Denn wie Morgenländerin

Ging ich sonst behütet,

Mutter hat gewütet,

Wenn ich lächelte …

[…]

Keinem Gegenblicke will ich wehren,

Schaffner und Kommis –

Ach, ich wußte nie,

Daß sie liebe Menschen wären.

[…]